# NBA All-Star Game 1978
L'NBA All-Star Game 1978, svoltosi ad Atlanta, vide la vittoria finale della Eastern Conference sulla Western Conference per 133 a 125.
Randy Smith, dei Buffalo Braves, fu nominato MVP della partita.

## Squadre

### Western Conference
| Western Conference |                        |     |     |     |     |     |     |     |     |
| Giocatore          | Squadra                | MIN | FGM | FGA | FTM | FTA | RIM | AST | PT  |
| Rick Barry         | Golden State Warriors  | 30  | 7   | 17  | 1   | 1   | 4   | 5   | 15  |
| Maurice Lucas      | Portland Trail Blazers | 33  | 6   | 13  | 0   | 0   | 13  | 4   | 12  |
| Bill Walton        | Portland Trail Blazers | 31  | 6   | 14  | 3   | 3   | 10  | 2   | 15  |
| David Thompson     | Denver Nuggets         | 35  | 10  | 16  | 2   | 4   | 3   | 3   | 22  |
| Paul Westphal      | Phoenix Suns           | 24  | 9   | 14  | 2   | 5   | 0   | 5   | 20  |
| Walter Davis       | Phoenix Suns           | 15  | 3   | 6   | 4   | 4   | 1   | 6   | 10  |
| Artis Gilmore      | Chicago Bulls          | 13  | 2   | 4   | 6   | 8   | 2   | 0   | 10  |
| Lionel Hollins     | Portland Trail Blazers | 23  | 3   | 8   | 4   | 5   | 0   | 8   | 10  |
| Bobby Jones        | Denver Nuggets         | 18  | 1   | 3   | 0   | 0   | 6   | 2   | 2   |
| Brian Winters      | Milwaukee Bucks        | 14  | 4   | 7   | 0   | 0   | 4   | 1   | 8   |
| Bob Lanier         | Detroit Pistons        | 4   | 0   | 0   | 1   | 2   | 2   | 0   | 1   |
| Totale             |                        | 240 | 51  | 102 | 23  | 32  | 45  | 36  | 125 |
| All. Jack Ramsay   | Portland Trail Blazers |     |     |     |     |     |     |     |     |

MIN: minuti. FGM: tiri dal campo riusciti. FGA: tiri dal campo tentati. FTM: tiri liberi riusciti. FTA: tiri liberi tentati. RIM: rimbalzi. AST: assist. PT: punti

### Eastern Conference
| Eastern Conference    |                    |             |             |             |             |             |             |             |             |
| Giocatore             | Squadra            | MIN         | FGM         | FGA         | FTM         | FTA         | RIM         | AST         | PT          |
| Julius Erving         | Philadelphia 76ers | 27          | 3           | 14          | 10          | 12          | 8           | 3           | 16          |
| Larry Kenon           | San Antonio Spurs  | 20          | 8           | 15          | 0           | 0           | 4           | 0           | 16          |
| Dave Cowens           | Boston Celtics     | 28          | 7           | 9           | 0           | 0           | 14          | 5           | 14          |
| George Gervin         | San Antonio Spurs  | 18          | 4           | 11          | 1           | 3           | 2           | 1           | 9           |
| John Havlicek         | Boston Celtics     | 22          | 5           | 8           | 0           | 0           | 3           | 1           | 10          |
| Doug Collins          | Philadelphia 76ers | 27          | 3           | 8           | 8           | 11          | 5           | 8           | 14          |
| Truck Robinson        | New Orleans Jazz   | 24          | 3           | 7           | 1           | 2           | 6           | 1           | 7           |
| Bob McAdoo            | New York Knicks    | 20          | 7           | 14          | 0           | 0           | 4           | 0           | 14          |
| Randy Smith           | Buffalo Braves     | 29          | 11          | 14          | 5           | 6           | 7           | 6           | 27          |
| Elvin Hayes           | Washington Bullets | 11          | 1           | 7           | 0           | 0           | 4           | 0           | 2           |
| Moses Malone          | Houston Rockets    | 14          | 1           | 1           | 2           | 4           | 4           | 1           | 4           |
| Pete Maravich         | New Orleans Jazz   | infortunato | infortunato | infortunato | infortunato | infortunato | infortunato | infortunato | infortunato |
| Totale                |                    | 240         | 53          | 108         | 27          | 38          | 61          | 26          | 133         |
| All. Billy Cunningham | Philadelphia 76ers |             |             |             |             |             |             |             |             |

MIN: minuti. FGM: tiri dal campo riusciti. FGA: tiri dal campo tentati. FTM: tiri liberi riusciti. FTA: tiri liberi tentati. RIM: rimbalzi. AST: assist. PT: punti